# Amerikaanse tongen
Amerikaanse tongen (Achiridae) zijn een familie van straalvinnige vissen uit de orde van Platvissen (Pleuronectiformes).

## Geslachten
- Achirus Lacépède, 1802
- Apionichthys Kaup, 1858
- Catathyridium Chabanaud, 1928
- Gymnachirus Kaup, 1858
- Hypoclinemus Chabanaud, 1928
- Pnictes D. S. Jordan, 1919
- Trinectes Rafinesque, 1832